# KBE V21–24
Die KBE V21–24 waren vier Diesellokomotiven der Bauart MS 650 D des Herstellers Klöckner-Humboldt-Deutz (KHD) aus dem Typenprogramm von 1959. Die vier Lokomotiven dieses Typs wurden 1959 für die Köln-Bonner Eisenbahnen gebaut und waren bei der Gesellschaft und Nachfolgeeigentümern bis Anfang der 1990er Jahre im Betrieb. Drei Lokomotiven wurden verschrottet, der Verbleib einer Lokomotive ist nicht bekannt.

## Geschichte
Die Köln-Bonner Eisenbahnen hatten seit 1939 Erfahrung mit dem Betrieb von Diesellokomotiven, die von KHD geliefert wurden. Nach dem Zweiten Weltkrieg wurden nach dem Typenprogramm des Herstellers Kleinlokomotiven geliefert. Ab 1959 wurden diese vier Lokomotiven ausgeliefert. Durch die Ausrüstung des Laufwerks der Lokomotiven mit Beugniot-Hebel konnten die Lokomotiven enge Kurven ohne Zwängen und Schlingern befahren. Ihr Einsatz erfolgte im Rangierdienst sowie mit Übergabefahrten. Das Führerhaus war für den Streckendienst ausgerichtet, für den sie mit der Höchstgeschwindigkeit von 70 km/h gut geeignet waren.
Die Lokomotiven waren vorrangig in Köln-Sülz, Kendenich und Vochem eingesetzt. Lange Zeit konnte mit diesen Lokomotiven und weiteren KHD- und MaK-Lokomotiven der gesamte Rangierdienst abgewickelt werden. Um 1975 wurden die Lokomotiven mit Rangierfunk ausgerüstet. Eine Lokomotive, die KBE V24 erhielt 1983 eine Funkfernsteuerung.
Die V21 wurde bereits 1981 abgestellt und wurde als Ersatzteilspender verwendet. Sie wurde 1989 verschrottet. Für die anderen Lokomotiven begann ab dieser Zeit das Einsatzende durch Lieferung von MaK-Loks in Drehstromantriebstechnik.
Die V22 wurde noch vom Nachfolgeunternehmen Häfen und Güterverkehr Köln (HGK) übernommen und war bis Mitte der 1990er Jahre im Dienst. Dann wurde sie nach Italien verkauft und soll dort nach 2000 verschrottet worden sein.
Die V23 wurde um 1987 nach Italien verkauft, der Verbleib dort ist unbekannt.
Die V24 blieb hingegen in Deutschland. Nach dem Einsatz bei der HGK wurde sie an die Dürener Kreisbahn verkauft und war dort bis 1997 im Einsatz. Im selben Jahr wurde sie noch einem Unternehmen in Baesweiler verkauft. 2003 wurde die Lokomotive verschrottet.

## Technische Beschreibung
Die 1959 entstandenen Lokomotiven gehörten zu einer 6 Typen umfassenden Typenreihe aus dem Programm von KHD mit Stangenantrieb mittlerer Leistungsklasse aus dem Typenprogramm 1959. Das Kriterium der mittleren Leistungsklasse war die Motorleistung zwischen 300 PS und 1.000 PS. Die Bezeichnung leitete sich ab aus dem Schema Mittellok mit Stangenantrieb, der Motorleistung in PS und der Achsfolge D.
Die Lokomotiven waren als Vorbautenlokomotiven mit einem größeren Vorbau für die Maschinenanlage und einem kleineren für die Hilfsbetriebe konstruiert. Das Aussehen war dadurch geprägt, dass der Lokführer gefahrlos praktisch außen herum um den Führerstand und die Vorbauten sich bewegen konnte und die vielen Haltestangen auf den Umläufen. Die vier im starren Lokrahmen gelagerten Antriebsräder waren alle seitenverschiebbar und in Beugniot-Hebel gelagert. Dadurch hatten die Lokomotiven einen sehr guten Kurvenlauf bei hohen Geschwindigkeiten und konnten Kurvenradien bis 80 Metern zwanglos befahren.
Die Maschinenanlage bestand aus einem Achtzylinder-Zweitakt-Dieselmotor und einem Strömungsgetriebe von Voith.